# 팔사 이덴티다드
《팔사 이덴티다드》(스페인어: Falsa identidad)은 미국의 텔레노벨라이다. 2018년 9월 11일 텔레문도에서 처음 방영되었습니다.